# Hjörtur Hermannsson
Hjörtur Hermannsson (Reykjavík, 8 febbraio 1995) è un calciatore islandese, difensore del Volo e della nazionale islandese.

## Carriera

### Club
Nella stagione 2011 ha giocato 9 partite in massima serie con la maglia del Fylkir; l'anno seguente ha giocato altre 3 partite, per poi essere ceduto al PSV Eindhoven, con cui ha giocato per una stagione nella squadra riserve, militante nella seconda serie olandese. Dopo aver passato una metà stagione in prestito all'IFK Göteborg (7 le presenze in campionato), il suo cartellino è stato rilevato a titolo definitivo dai danesi del Brøndby.
Il 16 luglio 2021, a contratto terminato con la squadra danese (con cui ha vinto un Campionato danese e una Coppa di Danimarca), firma un quadriennale con il Pisa. Con i toscani, fa l'esordio in Serie B il 22 agosto 2021 contro la SPAL. Hermannsson ha segnato il suo primo gol con la maglia dei toscani il 29 maggio 2022, negli spareggi per la promozione in Serie A contro il Monza, su cross di Pietro Beruatto.
Il 26 agosto 2024 viene acquistato dalla Carrarese.
Tuttavia a Carrara trova poco spazio, perciò il 7 gennaio 2025 viene ceduto a titolo definitivo al Volo.

### Nazionale
Dopo aver giocato alcune partite amichevoli con le nazionali Under-17 ed Under-19 ed un'amichevole con l'Under-21, nel 2013 esordito nelle qualificazioni agli Europei Under-21, nelle quali ha anche segnato un gol.
Il 31 gennaio 2016 ha fatto il suo esordio nella nazionale maggiore, disputando l'amichevole contro gli Stati Uniti persa 3-2, entrando ad inizio ripresa al posto di Hallgrímur Jónasson. Viene convocato per gli Europei 2016 in Francia.

## Statistiche

### Presenze e reti nei club
Statistiche aggiornate al 18 settembre 2024.
| Stagione        | Squadra         | Campionato      | Campionato | Campionato | Coppe nazionali | Coppe nazionali | Coppe nazionali | Coppe continentali | Coppe continentali | Coppe continentali | Altre coppe | Altre coppe | Altre coppe | Totale | Totale |
| Stagione        | Squadra         | Comp            | Pres       | Reti       | Comp            | Pres            | Reti            | Comp               | Pres               | Reti               | Comp        | Pres        | Reti        | Pres   | Reti   |
| --------------- | --------------- | --------------- | ---------- | ---------- | --------------- | --------------- | --------------- | ------------------ | ------------------ | ------------------ | ----------- | ----------- | ----------- | ------ | ------ |
| 2016-2017       | Brøndby         | SL              | 24+8       | 1          | CD              | 4               | 0               | UEL                | 2                  | 0                  | -           | -           | -           | 38     | 1      |
| 2017-2018       | Brøndby         | SL              | 18+5       | 0+1        | CD              | 5               | 0               | UEL                | 4                  | 0                  | -           | -           | -           | 32     | 1      |
| 2018-2019       | Brøndby         | SL              | 10+11      | 0          | CD              | 5               | 0               | UEL                | 3                  | 1                  | -           | -           | -           | 29     | 1      |
| 2019-2020       | Brøndby         | SL              | 17+7       | 0          | CD              | 2               | 0               | UEL                | 6                  | 0                  | -           | -           | -           | 32     | 0      |
| 2020-2021       | Brøndby         | SL              | 16+9       | 0+1        | CD              | 1               | 0               | -                  | -                  | -                  | -           | -           | -           | 26     | 1      |
| Totale Brøndby  | Totale Brøndby  | Totale Brøndby  | 125        | 3          |                 | 17              | 0               |                    | 15                 | 1                  |             | -           | -           | 157    | 4      |
| 2021-2022       | Pisa            | B               | 26+3       | 0+1        | CI              | 1               | 0               | -                  | -                  | -                  | -           | -           | -           | 30     | 1      |
| 2022-2023       | Pisa            | B               | 27         | 0          | CI              | 1               | 0               | -                  | -                  | -                  | -           | -           | -           | 28     | 0      |
| 2023-2024       | Pisa            | B               | 15         | 0          | CI              | 1               | 0               | -                  | -                  | -                  | -           | -           | -           | 16     | 0      |
| Totale Pisa     | Totale Pisa     | Totale Pisa     | 68+3       | 0+1        |                 | 3               | 0               |                    | -                  | -                  |             | -           | -           | 74     | 1      |
| 2024-2025       | Carrarese       | B               | 2          | 0          | CI              | 0               | 0               | -                  | -                  | -                  | -           | -           | -           | 2      | 0      |
| Totale carriera | Totale carriera | Totale carriera | 198        | 4          |                 | 20              | 0               |                    | 15                 | 1                  |             | -           | -           | 233    | 5      |

### Cronologia presenze e reti in nazionale
| Cronologia completa delle presenze e delle reti in nazionale ― Islanda | Cronologia completa delle presenze e delle reti in nazionale ― Islanda | Cronologia completa delle presenze e delle reti in nazionale ― Islanda | Cronologia completa delle presenze e delle reti in nazionale ― Islanda | Cronologia completa delle presenze e delle reti in nazionale ― Islanda | Cronologia completa delle presenze e delle reti in nazionale ― Islanda | Cronologia completa delle presenze e delle reti in nazionale ― Islanda | Cronologia completa delle presenze e delle reti in nazionale ― Islanda |
| Data                                                                   | Città                                                                  | In casa                                                                | Risultato                                                              | Ospiti                                                                 | Competizione                                                           | Reti                                                                   | Note                                                                   |
| ---------------------------------------------------------------------- | ---------------------------------------------------------------------- | ---------------------------------------------------------------------- | ---------------------------------------------------------------------- | ---------------------------------------------------------------------- | ---------------------------------------------------------------------- | ---------------------------------------------------------------------- | ---------------------------------------------------------------------- |
| 31-1-2016                                                              | Carson                                                                 | Stati Uniti                                                            | 3 – 2                                                                  | Islanda                                                                | Amichevole                                                             | -                                                                      | 46’                                                                    |
| 29-3-2016                                                              | Il Pireo                                                               | Grecia                                                                 | 2 – 3                                                                  | Islanda                                                                | Amichevole                                                             | -                                                                      |                                                                        |
| 6-6-2016                                                               | Reykjavík                                                              | Islanda                                                                | 4 – 0                                                                  | Liechtenstein                                                          | Amichevole                                                             | -                                                                      | 54’                                                                    |
| 8-11-2017                                                              | Doha                                                                   | Islanda                                                                | 1 – 2                                                                  | Rep. Ceca                                                              | Amichevole                                                             | -                                                                      |                                                                        |
| 14-11-2017                                                             | Doha                                                                   | Qatar                                                                  | 1 – 1                                                                  | Islanda                                                                | Amichevole                                                             | -                                                                      | 46’                                                                    |
| 28-3-2018                                                              | Lipsia                                                                 | Perù                                                                   | 3 – 1                                                                  | Islanda                                                                | Amichevole                                                             | -                                                                      |                                                                        |
| 19-11-2018                                                             | Eupen                                                                  | Islanda                                                                | 2 – 2                                                                  | Qatar                                                                  | Amichevole                                                             | -                                                                      | 35’                                                                    |
| 11-1-2019                                                              | Doha                                                                   | Islanda                                                                | 2 – 2                                                                  | Svezia                                                                 | Amichevole                                                             | -                                                                      |                                                                        |
| 15-1-2019                                                              | Doha                                                                   | Estonia                                                                | 0 – 0                                                                  | Islanda                                                                | Amichevole                                                             | -                                                                      |                                                                        |
| 8-6-2019                                                               | Reykjavík                                                              | Islanda                                                                | 1 – 0                                                                  | Albania                                                                | Qual. Euro 2020                                                        | -                                                                      |                                                                        |
| 11-6-2019                                                              | Reykjavík                                                              | Islanda                                                                | 2 – 1                                                                  | Turchia                                                                | Qual. Euro 2020                                                        | -                                                                      |                                                                        |
| 7-9-2019                                                               | Reykjavík                                                              | Islanda                                                                | 3 – 0                                                                  | Moldavia                                                               | Qual. Euro 2020                                                        | -                                                                      |                                                                        |
| 10-9-2019                                                              | Elbasan                                                                | Albania                                                                | 4 – 2                                                                  | Islanda                                                                | Qual. Euro 2020                                                        | -                                                                      |                                                                        |
| 5-9-2020                                                               | Reykjavík                                                              | Islanda                                                                | 0 – 1                                                                  | Inghilterra                                                            | UEFA Nations League 2020-2021 - 1º turno                               | -                                                                      |                                                                        |
| 8-9-2020                                                               | Bruxelles                                                              | Belgio                                                                 | 5 – 1                                                                  | Islanda                                                                | UEFA Nations League 2020-2021 - 1º turno                               | -                                                                      | 12’                                                                    |
| 14-10-2020                                                             | Reykjavík                                                              | Islanda                                                                | 1 – 2                                                                  | Belgio                                                                 | UEFA Nations League 2020-2021 - 1º turno                               | -                                                                      | 82’                                                                    |
| 18-11-2020                                                             | Londra                                                                 | Inghilterra                                                            | 4 – 0                                                                  | Islanda                                                                | UEFA Nations League 2020-2021 - 1º turno                               | -                                                                      |                                                                        |
| 31-3-2021                                                              | Vaduz                                                                  | Liechtenstein                                                          | 1 – 4                                                                  | Islanda                                                                | Qual. Mondiali 2022                                                    | -                                                                      |                                                                        |
| 29-5-2021                                                              | Arlington                                                              | Messico                                                                | 2 – 1                                                                  | Islanda                                                                | Amichevole                                                             | -                                                                      |                                                                        |
| 4-6-2021                                                               | Tórshavn                                                               | Fær Øer                                                                | 0 – 1                                                                  | Islanda                                                                | Amichevole                                                             | -                                                                      |                                                                        |
| 8-6-2021                                                               | Poznań                                                                 | Polonia                                                                | 2 – 2                                                                  | Islanda                                                                | Amichevole                                                             | -                                                                      |                                                                        |
| 2-9-2021                                                               | Reykjavík                                                              | Islanda                                                                | 0 – 2                                                                  | Romania                                                                | Qual. Mondiali 2022                                                    | -                                                                      |                                                                        |
| 8-10-2021                                                              | Reykjavík                                                              | Islanda                                                                | 1 – 1                                                                  | Armenia                                                                | Qual. Mondiali 2022                                                    | -                                                                      | 68’                                                                    |
| 11-10-2021                                                             | Reykjavík                                                              | Islanda                                                                | 4 – 0                                                                  | Liechtenstein                                                          | Qual. Mondiali 2022                                                    | -                                                                      | 32’                                                                    |
| 11-9-2023                                                              | Reykjavík                                                              | Islanda                                                                | 1 – 0                                                                  | Bosnia ed Erzegovina                                                   | Qual. Euro 2024                                                        | -                                                                      |                                                                        |
| 19-11-2023                                                             | Lisbona                                                                | Portogallo                                                             | 2 – 0                                                                  | Islanda                                                                | Qual. Euro 2024                                                        | -                                                                      |                                                                        |
| 6-9-2024                                                               | Reykjavík                                                              | Islanda                                                                | 2 – 0                                                                  | Montenegro                                                             | UEFA Nations League 2024-2025 - 1º turno                               | -                                                                      |                                                                        |
| 9-9-2024                                                               | Smirne                                                                 | Turchia                                                                | 3 – 1                                                                  | Islanda                                                                | UEFA Nations League 2024-2025 - 1º turno                               | -                                                                      |                                                                        |
| Totale                                                                 |                                                                        | Presenze                                                               | 28                                                                     |                                                                        | Reti                                                                   | 0                                                                      |                                                                        |

## Palmarès

### Club

#### Competizioni nazionali
- Campionato danese: 1

Brøndby: 2020-2021
- Coppa di Danimarca: 1

Brøndby: 2017-2018